# Parti de la Nation thaïe
Le Parti de la Nation thaïe (en anglais : Thai Nation Party ; en thaï : พรรคชาติไทย ; RTGS : Phak Chat Thai, aussi orthographié Phak Chart Thai et parfois abrégé CTP) est un parti politique conservateur thaïlandais fondé en 1974 et classé à droite de l'échiquier politique.
Il est dissous le 2 décembre 2008 par la Cour constitutionnelle thaïlandaise et est remplacé de facto par le Parti du développement national thaïlandais, fondé 7 mois plus tôt, en avril 2008.

## Historique

### Premières années
Le parti est fondé en 1974 par 3 militaires (ou major général) : Chatchai Chunhawan, Pramarn Adireksarn et Siri Siriyothin. Durant ces premières années, le parti représente principalement un parti en faveur du militarisme de droite. Puis, dans les années 1980, après une image négative véhiculée durant ces premières années de fondation, le parti essaye de devenir un parti de gouvernement. Il devient tout de même le principal parti d'opposition entre 1983 et 1986.

### Années 1990
Le parti parvient pour la première fois à arriver au pouvoir aux élections de 1988, mené par Chatchai Chunhawan, alors chef du parti durant cette période. Mais le gouvernement de celui-ci est renversé par le coup d'État de 1991. 
Aux élections de mars 1992, le parti est dirigé par Somboon Rahong, alors maréchal de l'Armée de l'air thaïlandaise, qui rejoint un parti soutenant la junte militaire en place, le Parti de l'Unité de la Justice (en). Mais plusieurs membres au sein du parti s'étant opposé à cette de facto fusion, un nouveau parti est créé : le Parti du Développement national (en), dirigé alors par l'ancien chef du parti Chatchai Chunhawan. 
Après les élections de septembre 1992, le parti redevient le principal parti d'opposition, notamment au gouvernement démocrate de Chuan Likphai. En 1994, le parti est dirigé par un ancien secrétaire du parti, Banhan Sinlapa-acha. Le parti parvient à remporter une majorité de sièges à la Chambre des représentants aux élections de 1995, ce qui permet à Banhan Sinlapa-acha de devenir Premier ministre. Mais son gouvernement ne durera pas longtemps et il dissout la Chambre en septembre 1996, soit seulement 14 mois après la formation de celui-ci.

### Années 2000
Aux élections de 2001, le parti remporte 41 sièges à la Chambre, et rejoint alors un gouvernement de coalition mené par le premier parti arrivé en tête à ces élections, le Thai Rak Thai mené par Thaksin Shinawatra. Mais le parti s'écarte peu à peu de la coalition et devient par cela un parti d'opposition aux élections de 2005, où il perdra quelques sièges en remportant seulement 27 sièges sur 500 à la Chambre. En 2006, lors des élections anticipées, le parti décide de boycotter les élections afin de ne pas permettre à Thaksin Shinawatra d'être réélu Premier ministre. 
Enfin, le parti participe aux élections de 2007 où il ne remportera seulement que 37 sièges sur 480 de la Chambre. En janvier 2008, le parti rejoint le gouvernement de coalition de Samak Sunthorawet.

### Dissolution
Le 2 décembre 2008, il est décidé par la Cour constitutionnelle thaïlandaise de dissoudre trois partis : le Palang Prachachon, le parti de la Nation thaïe et le Parti démocrate neutre, en raison de leurs fraudes électorales durant les élections de 2007,. Tous les partis de ces partis sont bannis de politique pendant cinq ans.
Après la dissolution du parti, les membres de la Chambre des représentants rejoignent le parti du développement national thaïlandais, fondé en avril 2008, dont Chumphol Sinlapa-acha en est devenu le chef en janvier 2009.

## Historique des dirigeants

### Chefs
- Pramarn Adireksarn (1974-1986 ; 1992-1994)
- Chatchai Chunhawan (1986-1991)
- Somboon Rahong (1991-1992)
- Banhan Sinlapa-acha (1994-2008)

## Résultats électoraux

### Élections législatives
| Année      | Tête de liste                     | Sièges                            | Statut                                   | Gouvernement                                                                |
| ---------- | --------------------------------- | --------------------------------- | ---------------------------------------- | --------------------------------------------------------------------------- |
| 1975       | Pramarn Adireksarn                | 28 / 269                          | Opposition                               | Opposition (de février à mars 1975), puis K. Pramot (à partir de mars 1975) |
| 1976       | Pramarn Adireksarn                | 56 / 279                          | Minorité                                 | S. Pramot III et IV                                                         |
| 1979       | Pramarn Adireksarn                | 38 / 301                          | Opposition                               | Opposition (de 1979 à 1980), puis Tinsulanonda I (à partir de 1980)         |
| 1983       | Pramarn Adireksarn                | 110 / 324                         | Opposition                               | Opposition                                                                  |
| 1986       | Pramarn Adireksarn                | 63 / 347                          | Minorité                                 | Tinsulanonda III                                                            |
| 1988       | Chatchai Chunhawan                | 87 / 357                          | Majorité (majorité absolue en coalition) | Chunhawan I et II                                                           |
| mars 1992  | Chatchai Chunhawan                | 74 / 360                          | Minorité                                 | Khra-prayun                                                                 |
| sept. 1992 | Pramarn Adireksarn                | 77 / 360                          | Opposition                               | Opposition                                                                  |
| 1995       | Banhan Sinlapa-acha               | 92 / 391                          | Majorité (majorité absolue en coalition) | Sinlapa-acha                                                                |
| 1996       | Banhan Sinlapa-acha               | 39 / 393                          | Opposition                               | Opposition (de 1996 à 1997), puis Likphai II (à partir de 1997)             |
| 2001       | Banhan Sinlapa-acha               | 41 / 500                          | Minorité                                 | Shinawatra I                                                                |
| 2005       | Banhan Sinlapa-acha               | 25 / 500                          | Opposition                               | Opposition                                                                  |
| 2006       | Pas de participation à l'élection | Pas de participation à l'élection | Pas de participation à l'élection        | Pas de participation à l'élection                                           |
| 2007       | Banhan Sinlapa-acha               | 37 / 481                          | Minorité                                 | Sunthorawet, Wongsawat                                                      |